# Tajlandski baht
Tajlandski baht službena je valuta u državi Tajland, dok se još osim toga neslužbeno koristi i u Laosu i Kambodži. Jedan baht dijeli se na sto manjih jedinica, koje se zovu satang. Poslove u vezi izdavanja novca obavlja Tajlandska narodna banka.
U uporabi su kovanice od 1, 5, 10, 25 i 50 satanga, te 1, 2, 5 i 10 bahta i novčanice od 20, 50, 100, 500 i 1.000 bahta.
U studenom 2010. godine prema podacima HNB-a odnos bahta prema hrvatskoj kuni bio je 5,5 bahta za 1 kunu. Inflacija u Tajlandu je u 2008. godini iznosila 5.8%.